# Betlehem kormányzóság
Betlehem kormányzóság (arabul محافظة بيت لحم [Muḥāfaẓat Bayt Laḥm]) Palesztina tizenhat kormányzóságának egyike. Ciszjordánia déli részén fekszik. Északon Jeruzsálem kormányzóság, keleten a Holt-tengeren keresztül Jordánia, délkeleten Izrael, délnyugaton Hebron kormányzóság, nyugaton pedig szintén Izrael határolja. Központja Betlehem városa. Területe 659 km², népessége pedig a 2007-es népszámlálás adatai szerint 176 235 fő.